# سینکلر اویل
سینکلر اویل (انگلیسی: Sinclair Oil) شرکت نفت آمریکایی است، که در سال ۱۹۱۶ توسط هری سینکلر تأسیس شد.